# Framicourt
Cet article possède un paronyme, voir Framecourt.
Ne doit pas être confondu avec le hameau de Framicourt de la commune Fontaine-sous-Montdidier, également dans la Somme.
Framicourt est une commune française située dans le département de la Somme, en région Hauts-de-France.

## Géographie

### Localisation
Framicourt est un village picard du Vimeu.
À vol d'oiseau, le village est situé à 4 km au nord-est de Blangy-sur-Bresle, 6 km à l'ouest de Oisemont, 20 km au sud-ouest d'Abbeville et 45 km à l'ouest d'Amiens.
Le territoire de la commune est limitrophe de ceux de cinq communes.
Les communes limitrophes sont  Biencourt, Bouillancourt-en-Séry, Le Translay, Ramburelles et Rambures.

### Hydrographie
La commune est située dans le bassin Seine-Normandie. Elle n'est drainée par aucun cours d'eau,.

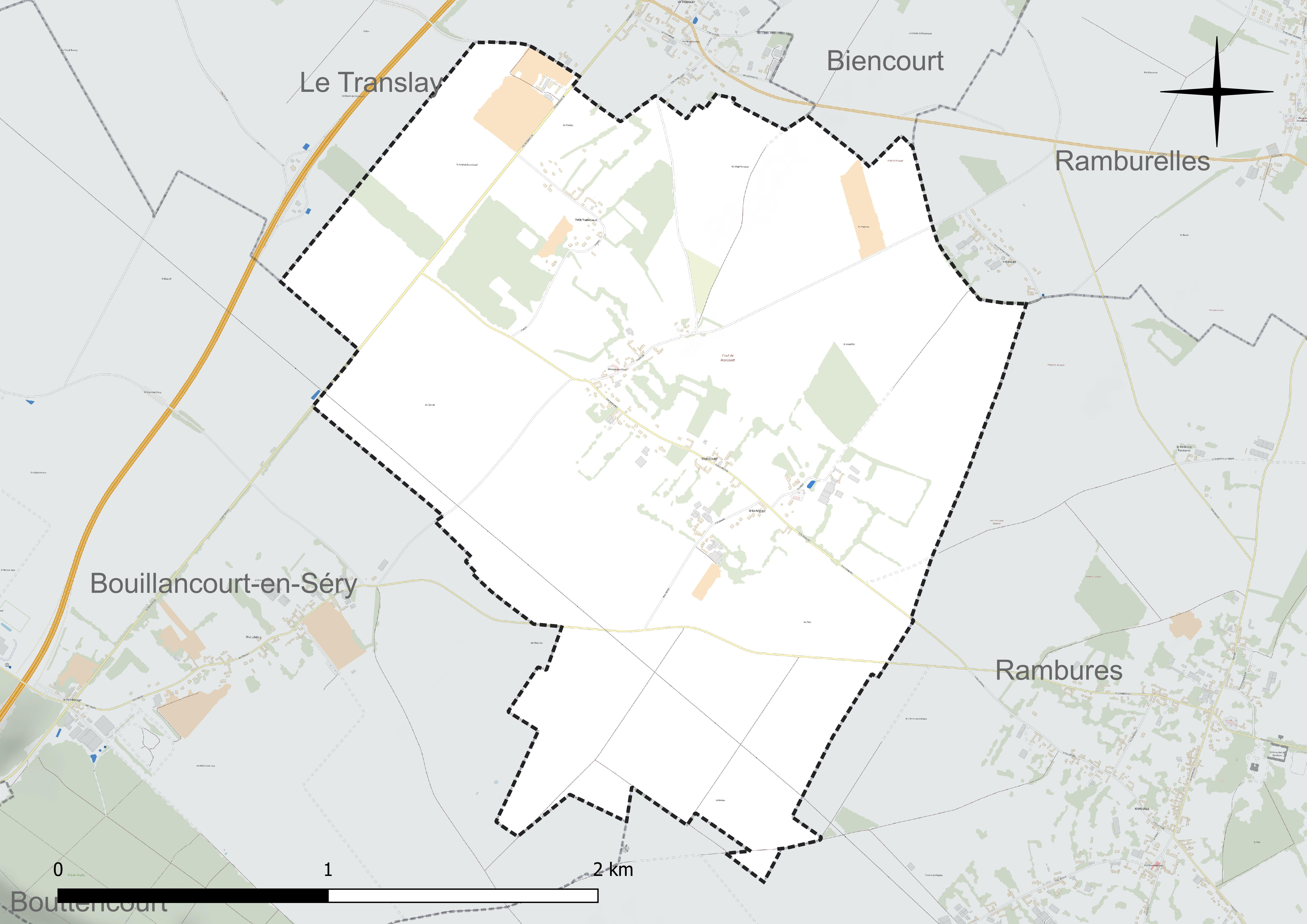
Réseau hydrographique de Framicourt.

### Climat
Pour des articles plus généraux, voir Climat des Hauts-de-France et Climat de la Somme.
En 2010, le climat de la commune est de type climat océanique altéré, selon une étude du CNRS s'appuyant sur une série de données couvrant la période 1971-2000. En 2020, Météo-France publie une typologie des climats de la France métropolitaine dans laquelle la commune est exposée à un climat océanique et est dans la région climatique Côtes de la Manche orientale, caractérisée par un faible ensoleillement (1 550 h/an) ; forte humidité de l'air (plus de 20 h/jour avec humidité relative > 80 % en hiver), vents forts fréquents.
Pour la période 1971-2000, la température annuelle moyenne est de 10,3 °C, avec une amplitude thermique annuelle de 13,3 °C. Le cumul annuel moyen de précipitations est de 869 mm, avec 12,8 jours de précipitations en janvier et 8,7 jours en juillet. Pour la période 1991-2020, la température moyenne annuelle observée sur la station météorologique la plus proche, située sur la commune d'Oisemont à 7 km à vol d'oiseau, est de 11,1 °C et le cumul annuel moyen de précipitations est de 801,4 mm,. Pour l'avenir, les paramètres climatiques de la commune estimés pour 2050 selon différents scénarios d'émission de gaz à effet de serre sont consultables sur un site dédié publié par Météo-France en novembre 2022.

## Urbanisme

### Typologie
Au 1er janvier 2024, Framicourt est catégorisée commune rurale à habitat dispersé, selon la nouvelle grille communale de densité à sept niveaux définie par l'Insee en 2022.
Elle est située hors unité urbaine et hors attraction des villes,.

### Occupation des sols
L'occupation des sols de la commune, telle qu'elle ressort de la base de données européenne d'occupation biophysique des sols Corine Land Cover (CLC), est marquée par l'importance des territoires agricoles (100 % en 2018), une proportion identique à celle de 1990 (100 %). La répartition détaillée en 2018 est la suivante : 
terres arables (77,3 %), prairies (22,7 %). L'évolution de l'occupation des sols de la commune et de ses infrastructures peut être observée sur les différentes représentations cartographiques du territoire : la carte de Cassini (XVIIIe siècle), la carte d'état-major (1820-1866) et les cartes ou photos aériennes de l'IGN pour la période actuelle (1950 à aujourd'hui).

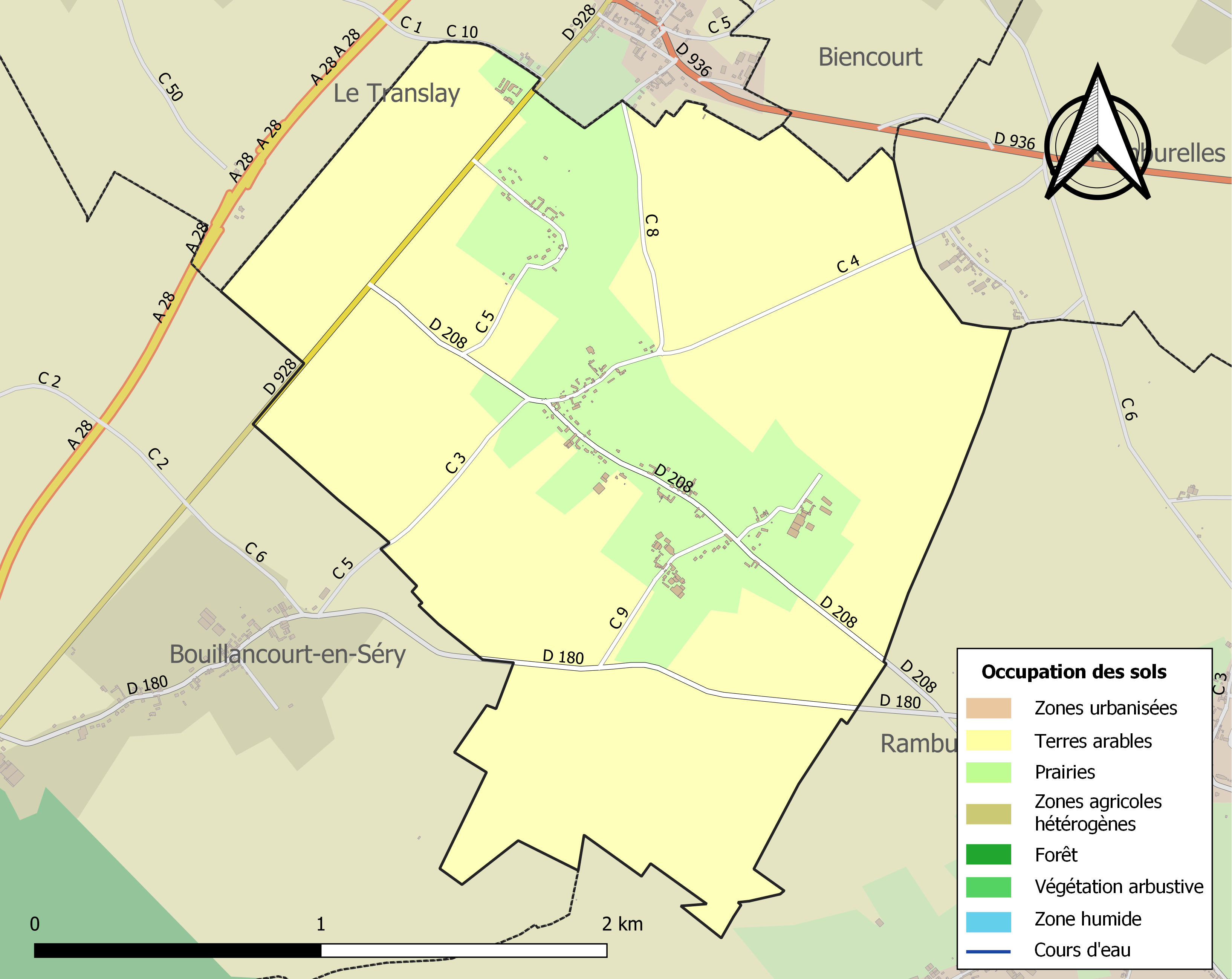
Carte des infrastructures et de l'occupation des sols de la commune en 2018 (CLC).

### Lieux-dits, hameaux et écarts
La commune compte un hameau, Witainéglise, qui fut fugacement une commune, avant d'être absorbée entre 1790 et 1794. Le hameau se situe à moins d'un kilomètre au sud-est de son chef-lieu et possède sa propre église.

## Toponymie
Le nom de la localité est attesté sous les formes Fraimercort en 1185 ; Framicourt en 1185 ; Famercour en 1186 ; Framecourt en 1229 ; Framiecourt en 1301 ; Fremercourt en 1379 ; Framicourt-sus-Lymeu en 1646 ; Framnicourt en 1648 ; Francourt en 1657 ; Fremicourt en 1710 ; Framicourt-le-Grand en 1750 ; Fremicourt-le-Grand en 1753 ; Fresmicourt-le-Grand en 1763 ; Le grand Framicourt en 1840 ; Framicourt-le-Grand.

## Histoire
En 1523, Pierre Le Ver (deuxième du nom) est seigneur de Caux et de Framicourt (17 feux à cette époque).

## Politique et administration

### Rattachements administratifs et électoraux
La commune se trouvait jusqu'en 2016 dans l'arrondissement d'Abbeville du département de la Somme, avant d'intégrer le 1er janvier 2017 l'arrondissement d'Amiens. Pour l'élection des députés, elle fait partie depuis 1988 de la troisième circonscription de la Somme.
Elle faisait partie depuis 1801 du canton de Gamaches. Dans le cadre du redécoupage cantonal de 2014 en France, la commune est intégrée au canton de Poix-de-Picardie.

### Intercommunalité
La commune était membre de la petite communauté de communes de la Région d'Oisemont (CCRO), créée au 1er janvier 1995.
Dans le cadre des dispositions de la loi portant nouvelle organisation territoriale de la République du 7 août 2015, qui prévoit que les établissements publics de coopération intercommunale (EPCI) à fiscalité propre doivent avoir un minimum de 15 000 habitants, la préfète de la Somme propose en octobre 2015 un projet de nouveau schéma départemental de coopération intercommunale (SDCI) qui prévoit la réduction de 28 à 16 du nombre des intercommunalités à fiscalité propre du département.
Ce projet prévoit la « fusion des communautés de communes du Sud-Ouest Amiénois, du Contynois et de la région d'Oisemont », le nouvel ensemble de 37 412 habitants regroupant 120 communes,. À la suite de l'avis favorable de la commission départementale de coopération intercommunale en janvier 2016, la préfecture sollicite l'avis formel des conseils municipaux et communautaires concernés en vue de la mise en œuvre de la fusion.
La communauté de communes Somme Sud-Ouest (CC2SO), dont est désormais membre la commune, est ainsi créée au 1er janvier 2017.

### Liste des maires
| Période                                  | Période                 | Identité            | Étiquette | Qualité                         |
| ---------------------------------------- | ----------------------- | ------------------- | --------- | ------------------------------- |
| Les données manquantes sont à compléter. |                         |                     |           |                                 |
| avant 1995                               | ?                       | Jean-Marc Riquier   |           |                                 |
| mars 2001                                | mai 2009                | Alain Briet         |           |                                 |
| mai 2009                                 | avril 2014              | Jean-Claude Ducrocq |           |                                 |
| avril 2014                               | En cours (au 27/5/2020) | Sylvie Ducrocq      |           | Réélue pour le mandat 2020-2026 |

## Population et société

### Démographie
L'évolution du nombre d'habitants est connue à travers les recensements de la population effectués dans la commune depuis 1793. Pour les communes de moins de 10 000 habitants, une enquête de recensement portant sur toute la population est réalisée tous les cinq ans, les populations de référence des années intermédiaires étant quant à elles estimées par interpolation ou extrapolation. Pour la commune, le premier recensement exhaustif entrant dans le cadre du nouveau dispositif a été réalisé en 2007.

En 2022, la commune comptait 157 habitants, en évolution de −14,21 % par rapport à 2016 (Somme : −1,26 %, France hors Mayotte : +2,11 %).
| 1793 | 1800 | 1806 | 1821 | 1831 | 1836 | 1841 | 1846 | 1851 |
| ---- | ---- | ---- | ---- | ---- | ---- | ---- | ---- | ---- |
| 310  | 314  | 301  | 303  | 322  | 304  | 303  | 293  | 306  |

| 1856 | 1861 | 1866 | 1872 | 1876 | 1881 | 1886 | 1891 | 1896 |
| ---- | ---- | ---- | ---- | ---- | ---- | ---- | ---- | ---- |
| 305  | 320  | 316  | 290  | 272  | 252  | 237  | 238  | 234  |

| 1901 | 1906 | 1911 | 1921 | 1926 | 1931 | 1936 | 1946 | 1954 |
| ---- | ---- | ---- | ---- | ---- | ---- | ---- | ---- | ---- |
| 216  | 205  | 189  | 148  | 152  | 144  | 152  | 173  | 153  |

| 1962 | 1968 | 1975 | 1982 | 1990 | 1999 | 2006 | 2007 | 2012 |
| ---- | ---- | ---- | ---- | ---- | ---- | ---- | ---- | ---- |
| 139  | 137  | 117  | 102  | 106  | 151  | 158  | 157  | 190  |

| 2017 | 2022 | - | - | - | - | - | - | - |
| ---- | ---- | - | - | - | - | - | - | - |
| 176  | 157  | - | - | - | - | - | - | - |

### Enseignement
Les enfants de la commune ont été scolarisés au sein d'un regroupement pédagogique intercommunal créé en 1975. Depuis 2014, les communes de Framicourt et du Translay en étaient les derniers membres. En effet, les communes de Biencourt et Ramburelles ont quitté le RPI en 2014 et créé leur propre regroupement scolaire. Framicourt et Le Translay seront intégrés au regroupement pédagogique concentré d'Oisemont, probablement à la rentrée 2018. L'établissement comptera à terme 300 élèves environ.
Finalement, l'école fermera le 30 juin 2019. Les enfants seront scolarisés à Oisemont, au sein du regroupement pédagogique intercommunal géré par la communauté de communes.

## Économie
L'économie locale repose essentiellement sur l'agriculture.
Une entreprise de production et transformation d'escargots est exploitée dans la commune sous l'enseigne de « l'escargotière du Vimeu Vert ».

## Culture locale et patrimoine

### Lieux et monuments
- Église Notre-Dame-de-la-Nativité, rénovée en 2010-2011[39].
- Église Saint-Martin à Witaineglise, dont la toiture a été rénovée en 2016 avec l'aide d'une souscription publique[40].
- Le monument aux morts, de facture classique, est orné d'une palme alliant laurier et chêne (victoire et force). Il est surmonté d'une croix de guerre. Situé près de la mairie et de l'église, sur la place, il est protégé par son « enclos sacré ».

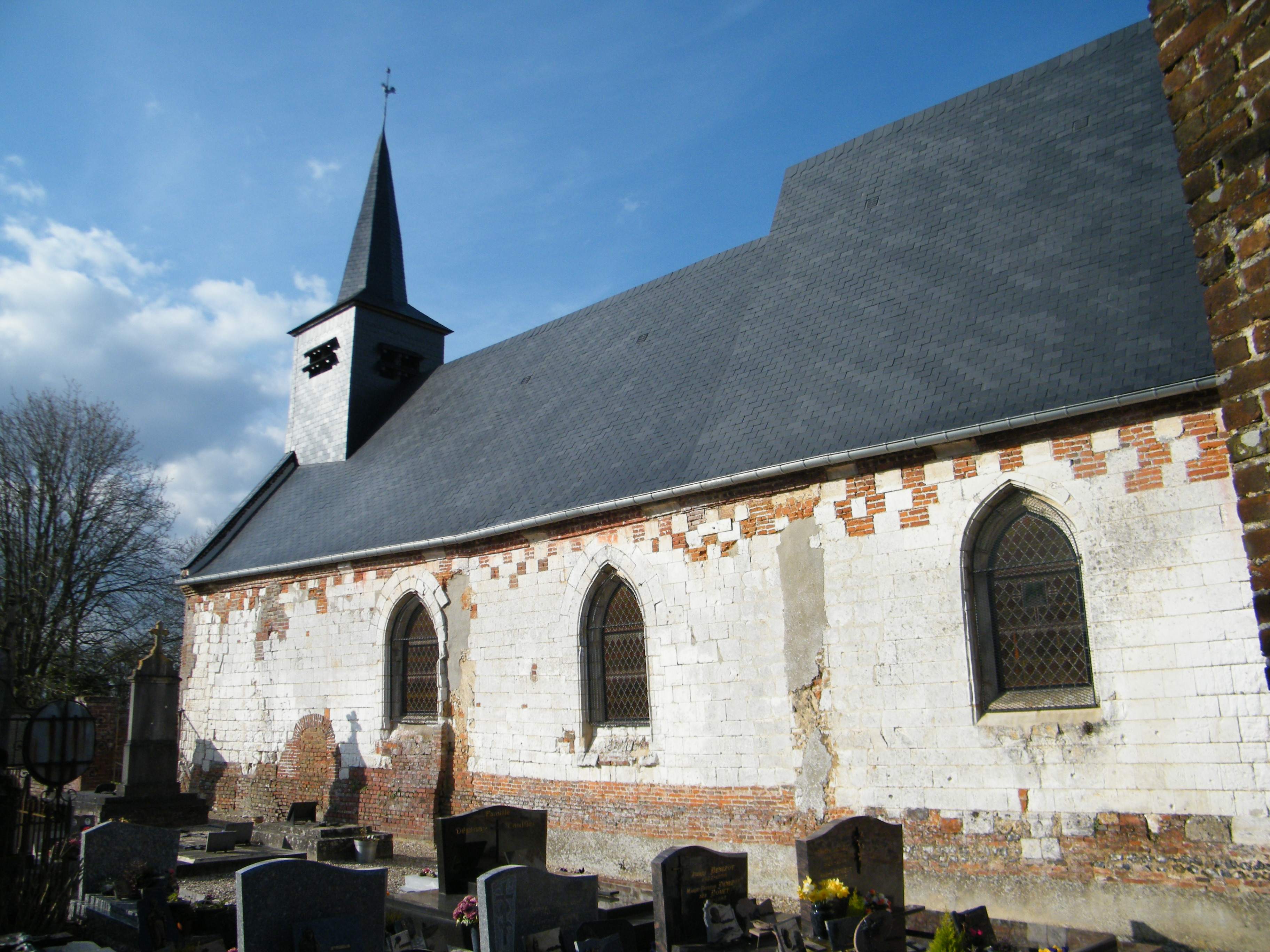
L'église Notre-Dame de Framicourt.
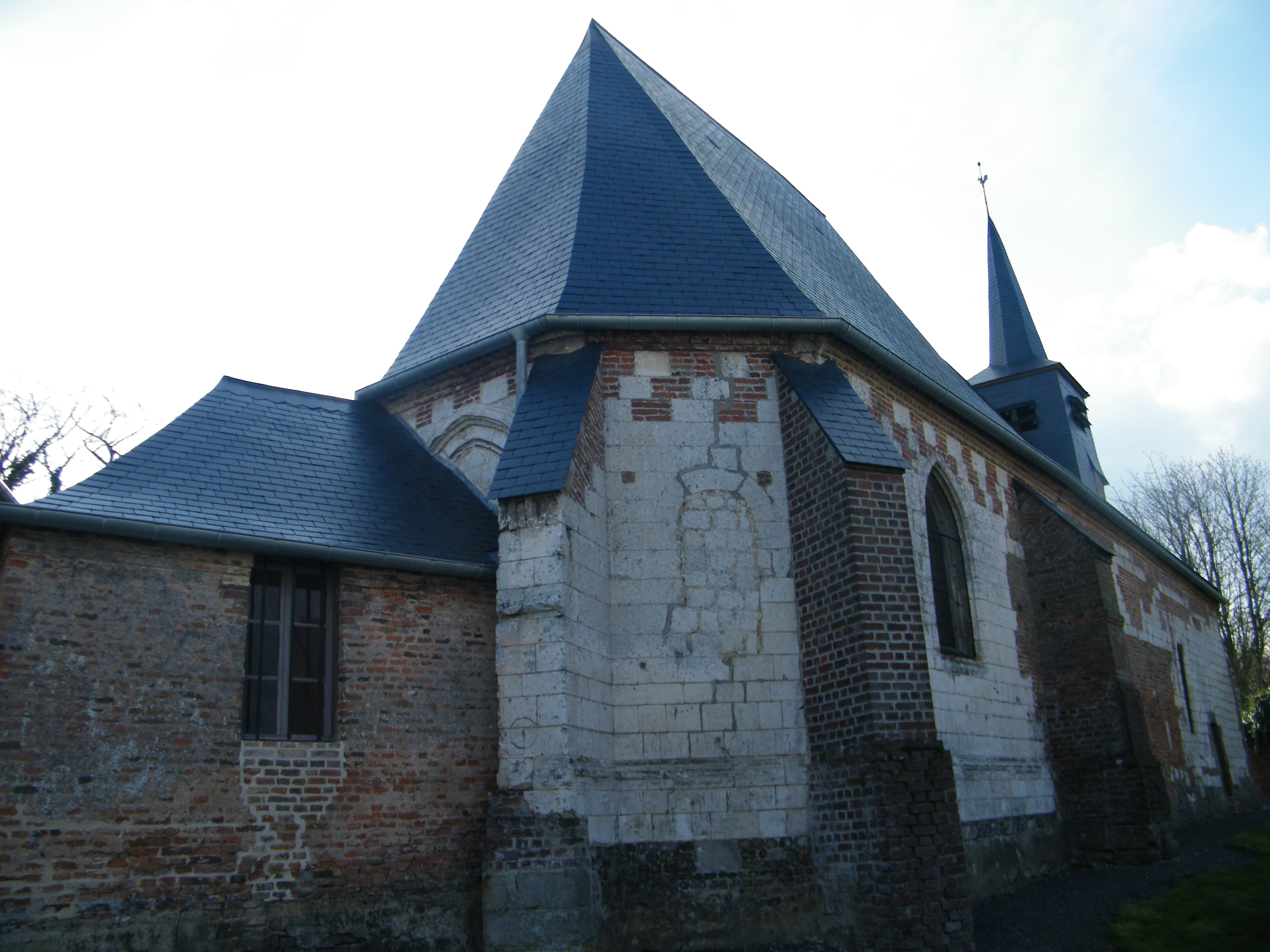
Le chevet de l'église Notre-Dame.
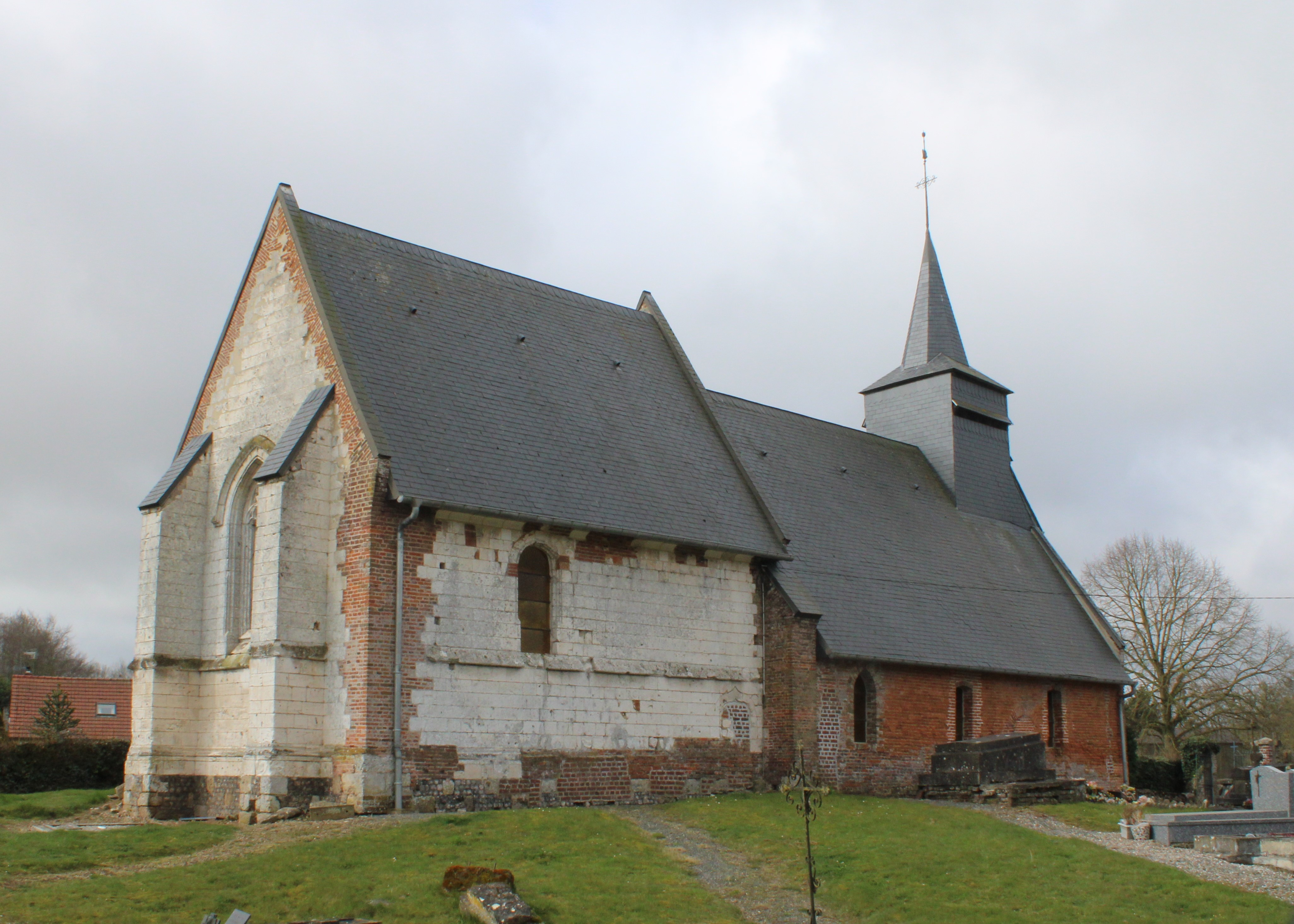
L'église Saint-Martin de Witainéglise.
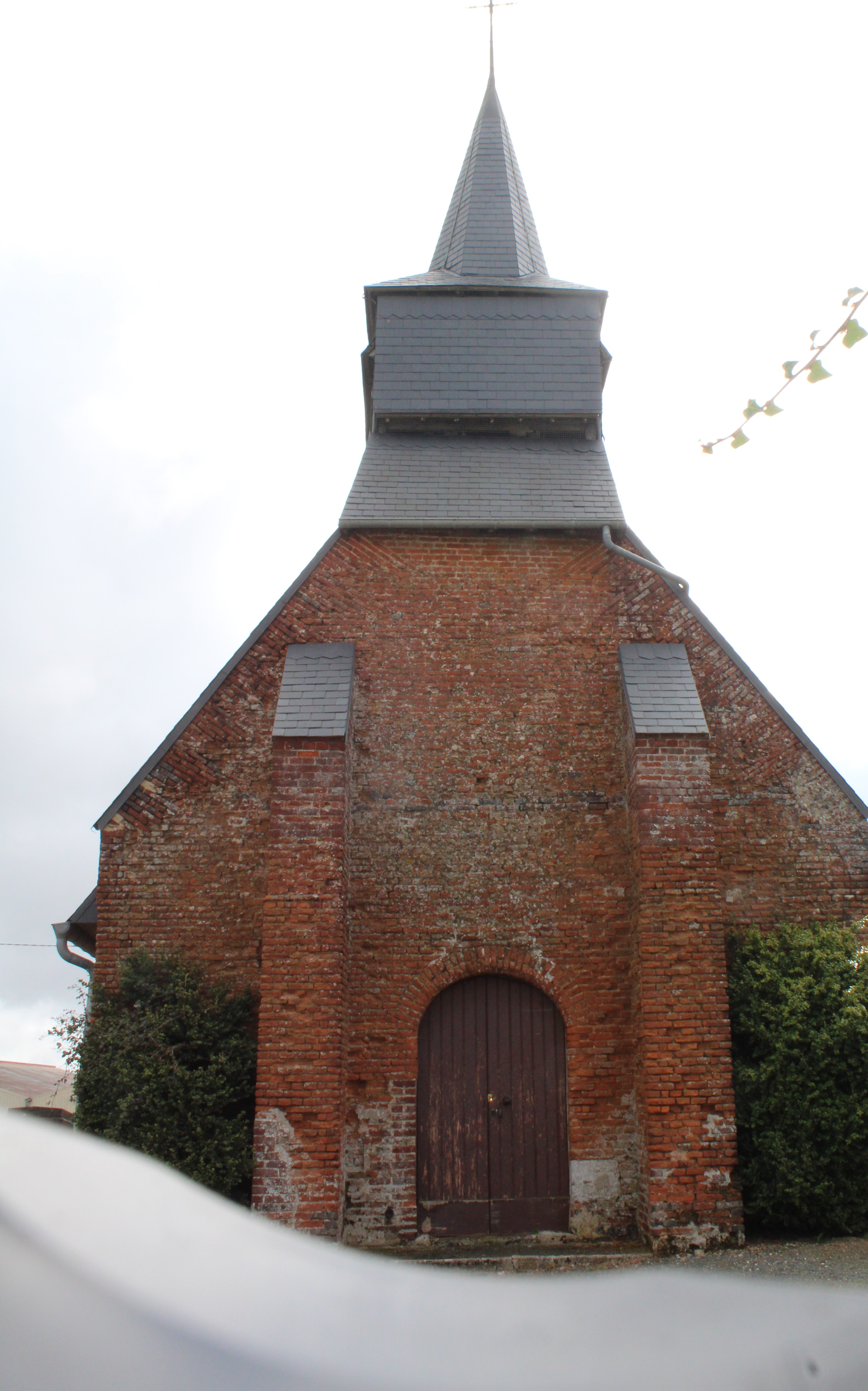
Le clocher de l'église Saint-Martin de Witainéglise.
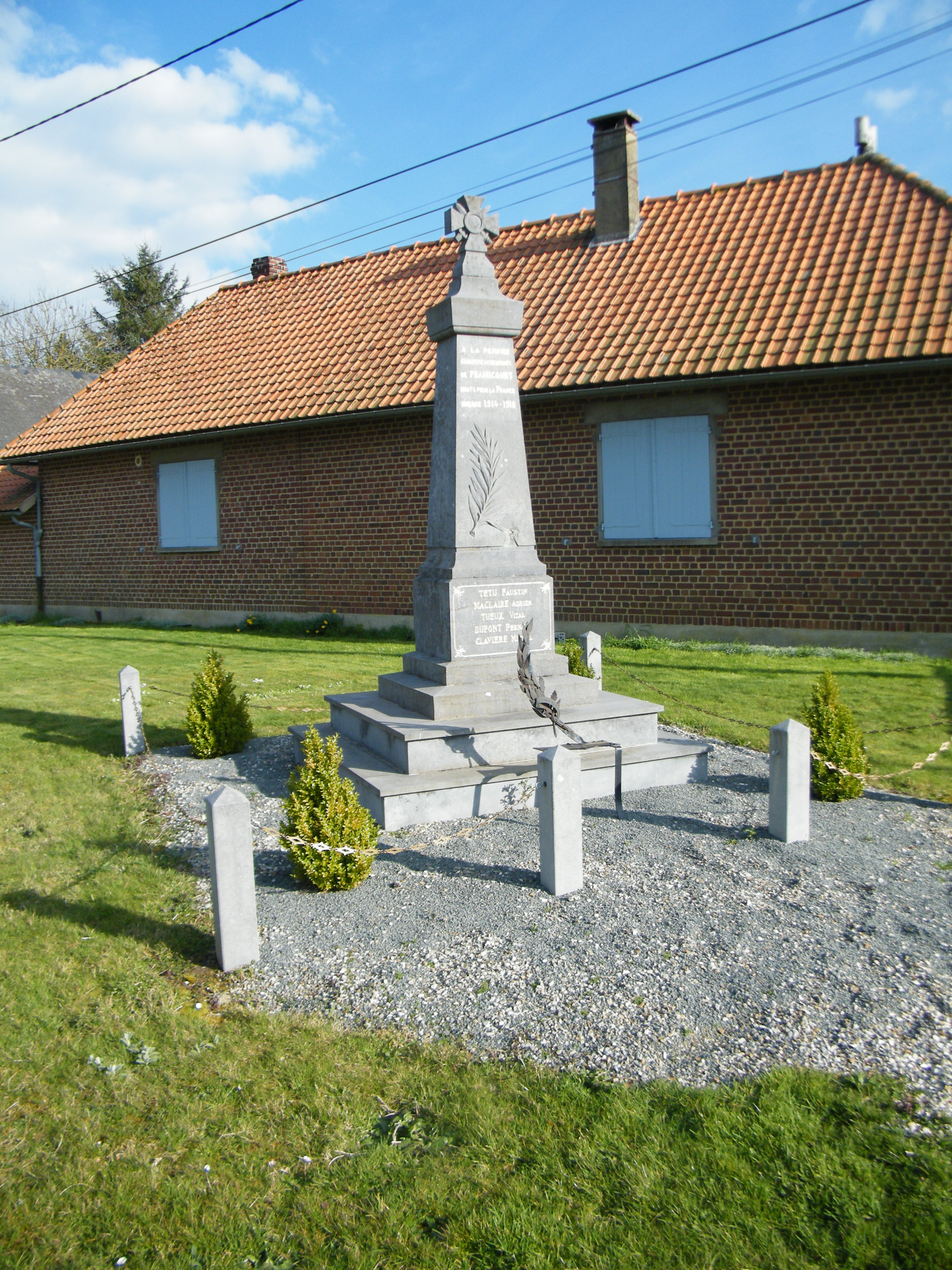
Monument aux morts.
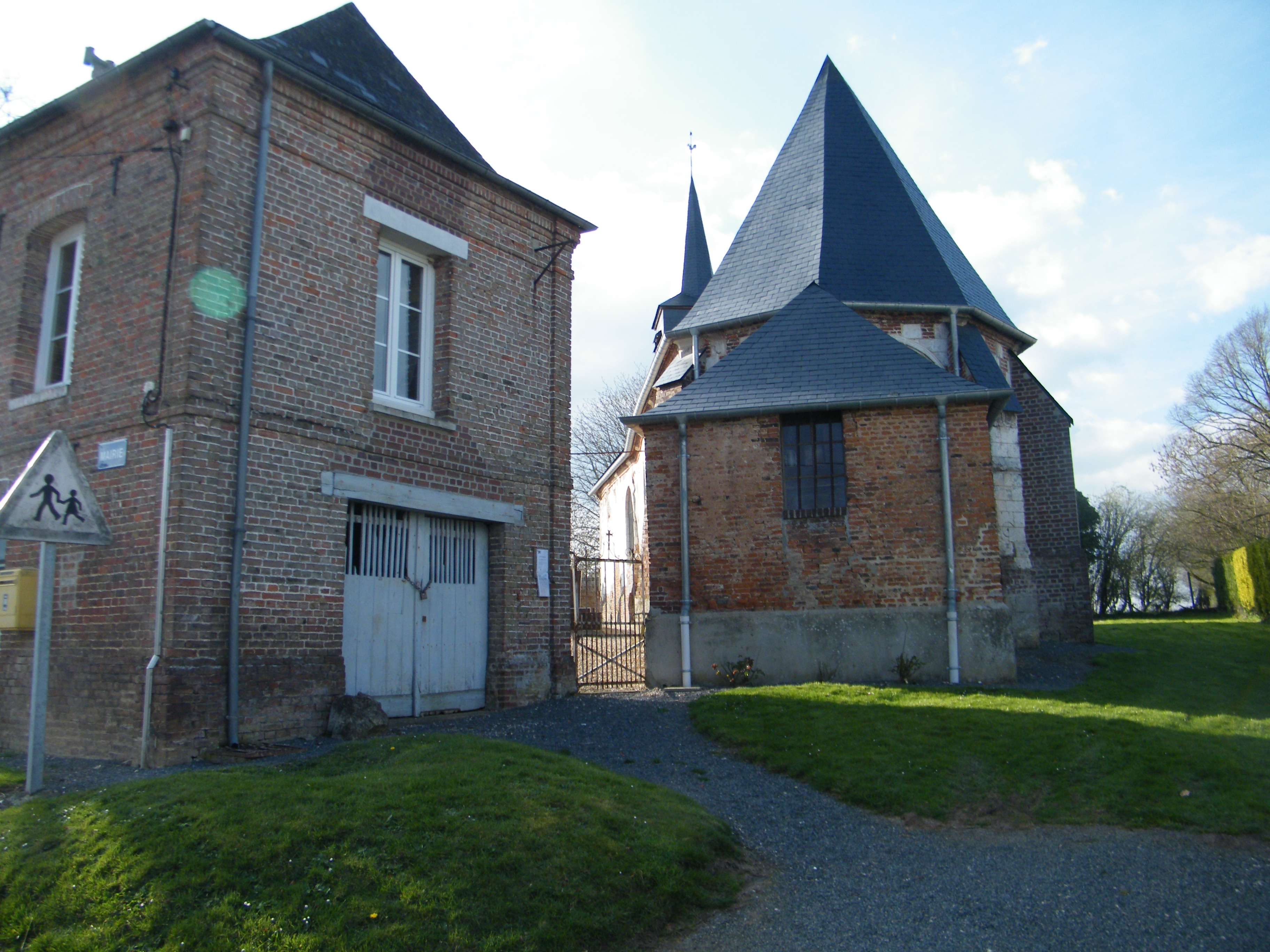
Bâtiments communaux.